# Jesús María Aristín Seco
Jesús María Aristín Seco CP (* 25. Dezember 1954 in Santa Cecilia del Alcor, Provinz Palencia) ist ein spanischer römisch-katholischer Ordensgeistlicher und Apostolischer Vikar von Yurimaguas.

## Leben
Jesús María Aristín Seco trat der Ordensgemeinschaft der Passionisten bei und besuchte das ordenseigene Kleine Seminar in Euba. Anschließend studierte er Katholische Theologie an der Universidad de Deusto in Bilbao. Aristín Seco legte am 14. April 1979 die ewige Profess ab und empfing am 23. September desselben Jahres das Sakrament der Priesterweihe.
Nach der Priesterweihe war Jesús María Aristín Seco als Pfarrvikar in Bilbao tätig. 1981 wurde Aristín Seco für weiterführende Studien nach Rom entsandt, wo er 1983 an der Päpstlichen Universität Gregoriana ein Lizenziat im Fach Katholische Theologie erwarb. Ab 1984 wirkte er als Missionar in Tarapoto in der Territorialprälatur Moyobamba. 1985 wurde Jesús María Aristín Seco Pfarrvikar der Pfarrei El Triunfo de la Santísima Cruz in Tarapoto und am 5. Juni 1988 Pfarrer. Von 1989 bis 1992 war er Pfarrer der Pfarrei San José de Sisa sowie Bischofsvikar für die Provinzen Lamas und San Martín. Danach kehrte Aristín Seco nach Spanien zurück, wo er an der Universidad Nacional de Educación a Distancia in Madrid ein Lizenziat im Fach Klinische Psychologie erwarb. Von 2001 bis 2006 war Jesús María Aristín Seco Konsultor und Generalprokurator der spanischen Ordensprovinz der Passionisten sowie Missionssekretär. Aristín Seco wurde 2006 Generalsekretär für die Missionsarbeit beim Generalat der Passionisten in Rom. 2016 wurde er zum Apostolischen Administrator sede vacante et ad nutum Sanctae Sedis des Apostolischen Vikariats Yurimaguas bestellt.
Am 8. Juli 2020 ernannte ihn Papst Franziskus zum Apostolischen Vikar von Yurimaguas. Der Erzbischof von Huancayo, Pedro Ricardo Kardinal Barreto Jimeno SJ, spendete ihm am 8. Dezember desselben Jahres in der Kathedrale Virgen de las Nieves in Yurimaguas die Bischofsweihe; Mitkonsekratoren waren der emeritierte Bischof von Chulucanas, Daniel Turley OSA, und der Prälat von Moyobamba, Rafael Alfonso Escudero López-Brea.